# Les Bons Dieux
Les Bons Dieux est un roman de Jean Anglade publié en 1984.

## Résumé
Aux Bonnets (63), les villains créent une fraternité pour garder leurs terres qui devaient leur échapper en application de la Mainmorte. Ils élisent un maître et une maîtresse, construisent une maison commune et travaillent en commun=parsonniers. Urbain II appelle à la croisade en 1096 et deux des Bonnets y vont d'où le nom de Bons Dieux. D'autres communautés naissent alentour. Ils accueillent des lépreux. Ils s'affranchissent. Contre la consanguinité, ils échangent des jeunes. Au XVe siècle, arrivent la peste et les pillages. Leurs réserves leur font vaincre la famine de 1709. Puis arrive la patate. Au début du XVIIIe siècle, l'argent est distribué. L'un d'eux part à Haïti et un descendant les visite au début du XXe siècle. La fraternité s'éteint au cours du XXe siècle et le village est remplacé par une ligne à haute tension.